# Bergtjärnen (Jörns socken, Västerbotten, 720690-170582)
Bergtjärnen är en sjö i Skellefteå kommun i Västerbotten och ingår i Skellefteälvens huvudavrinningsområde.